# Camilla Nilsson (beachvolleyspelare)
Camilla Nilsson, född 30 april 1984 i Söderala, Sverige, är en beachvolleyspelare. 
Nilsson har vunnit beachvolley-SM tre gånger (2006 med Anne-Lie Rininsland, 2008 med Jessica Karlsson och 2013 med Tadva Yoken) samt Swedish Beach Tour-finalen tre gånger (2014, 2016 och 2022, de två första gångerna med Tadva Yoken, den senaste med Hulda Rudberg).